# Lo Crestià
Lo Crestià (o Lo Cristià) fou una enciclopèdia en català impulsada per Pere el Cerimoniós i redactada per Francesc Eiximenis entre 1379 i 1392. Segons el mateix Eiximenis, tenia l'objectiu d'oferir «sumàriament tot lo fonament de christianisme» per estimular l'estudi de la teologia entre els laics. Fou una obra divulgativa molt ambiciosa qualificada per Albert Hauf com una «vasta Summa Teològica en català». El projecte havia de tenir tretze volums, tanmateix, només se n'arribaren a publicar el primer, el segon i el tercer (dedicats a temes teològics i morals) i el dotzè (dedicat al govern de la res publica).
Avui en dia es pot considerar com una enciclopèdia de la vida medieval. Lo Crestià és una obra universal que marca una fita important en la història de la literatura occidental: és la darrera de les grans summes teològiques medievals, i és també un dels primers grans escrits de la literatura didàctica i teològica europea que deixa el llatí en benefici d'una llengua vernacla, el català.

## Projecte inicial
Del projecte inicial del Crestià que estava conformat per tretze llibres, Eiximenis només n'arribà a escriure els tres primers llibres i el dotzè. Tot i això, ens en podem fer una idea a través de la presentació de l'obra que fa al pròleg de l'enciclopèdia. Així doncs, el pla general de l'obra apareix al quart capítol de la introducció del Crestià i és el següent:
- Lo Primer llibre tracta què és religió crestiana, e com e de qui ha son començament e son ésser, e quines són ses grans e altes dignitats. (Introducció general de l'obra i apologètica del cristianisme).
- Lo Segon llibre tracta com l'hom crestià, per diverses llinatges de temptacions, cau de la dignitat de crestianisme e dels dons a ell dats. (La temptació).
- Lo Terç llibre ensenya quins e quals són los pecats e mals en què l'hom crestià cau quan és vençut per les temptacions en què és posat en esta vida, e per ses grans malignitats e pravitats. (El mal i les diverses classes de pecats).
- Lo Quart llibre, e els següents, tracten com nostre senyor Déu l'hom caigut relleva meravellosament. E, primerament, pertracta aquest Quart com lo relleva per les seues santes inspiracions e diversos moviments espirituals; e aquí tractarem què és predestinació, e gràcia, e franc arbitre, e aquí aparrà què són los dons e els fruits de l'Esperit Sant, e les set benauirances que lo Salvador preïcà. (La llibertat de l'home per a fer bé o mal, i l'ajuda de Déu perquè faça el bé).
- Lo Quint ensenya com lo relleva per llums e flames moltes, que són les virtuts teologals. (Les virtuts teologals: Fe, esperança i caritat).
- Lo Sisè llibre tracta com lo relleva per les virtuts morals e cardenals. (Les virtuts cardinals: Prudència, temprança, fortalesa i justícia).
- Lo Setèn llibre tracta com lo relleva per la sua alta llei, e diversos manaments. (Els deu manaments de la Llei de Déu).
- Lo Huitèn llibre ensenya com lo relleva per ostensió de la seua potència e saviesa e clemència, que demostra en les coses creades e governades e ordenades en deguts estaments. (L'ordre de coses i criatures segons la mentalitat medieval).
- Lo Novè ensenya com lo relleva e l'afalaga per la incarnació sua, que fonc obra trascendentment amorosa e profitosa a les gents. (L'encarnació).
- Lo Desè ensenya com lo relleva e el conforta e li ajuda per l'alta virtut sua, que en especial ha posada en los sants sagraments. (Els sagraments).
- L'Onzè ensenya com lo relleva e l'il·lumena lo sant estament eclesiàstic e, especialment, per altea de santa religió. (Els eclesiàstics, en totes les seues modalitats).
- Lo Dotzè tracta com lo relleva per lo bon regiment de tota la cosa pública, ço és a saber, a tots los senyors e a tots llurs súbdits, segons diverses formes e maneres de viure. (El govern de la comunitat).
- Lo Tretzè tracta com lo relleva per menaces de les grans penes, e per promissions dels sobirans béns celestials. (Escatologia i la fi del món, i el premi o càstig que rebran les persones llavors segons la mentalitat medieval).

L'estructura del Crestià és clarament franciscana, ja que segueix la Regla butllada de Francesc d’Assís. Tot i que només s'acabaren publicant quatre dels tretze volums previstos, alguns dels temes que no es desenvoluparen, aparegueren en altres obres d'Eixemenis després que es cancel·lés el projecte. Així doncs, hi ha relació entre la Vita Christi i el novè llibre, o el Llibre de les dones i els volums sis i set del Crestià. Per tant, tot i que no acabà l'enciclopèdia, alguns dels temes que havien d'aparèixer al Crestià, acabaren apareixent més tard en altres de les seues obres per les quals pot ser que aprofités alguns dels materials que ja hauria preparat per al projecte enciclopèdic.

## Volums

### Primer del Crestià
Fou escrit a Barcelona entre 1379 i 1381 i imprès a València per Lambert Palmart el 1483. Aquest primer llibre fa una introducció general del projecte amb la descripció del contingut que tindrà tota l'obra. Alhora, també fa una introducció general a la religió cristiana que inclou una refutació de la religió musulmana i de la judaica. Dividit en quatre parts de diversa proporció, que formen un conjunt de tres-cents setanta-sis capítols, més cinc d'introductoris a tot Lo Crestià, que donen un total de tres-cents vuitanta-un capítols. L'interès del rei Pere el Cerimoniós per aquesta producció fou tan important, que donà ordres de no deixar eixir del convent a Eiximenis «fins que la dita obra haja perfecció».

### Segon del Crestià
El Segon fou escrit entre 1381 i 1383, probablement començat a Barcelona i acabat a València, i no s'arribà a publicar. El llibre, que està dividit en dos-cents quaranta capítols, analitza el problema de les temptacions. Així doncs, el llibre analitza i classifica les temptacions i el camí que pot fer caure el cristià en el pecat i l'aparta de la religió cristiana estudiada al Primer.

### Terç del Crestià
Escrit el 1384, està dividit en dotze tractats de diversa proporció, que apleguen mil seixanta capítols, en els quals estudia el concepte de mal i de pecat i fa una presentació molt detallada dels set pecats capitals i dels pecats de la llengua, ampliant els temes tractats en el segon volum. Aquest volum inclou l'apartat Com usar bé de beure e menjar que, encara que no inclou receptes, pot usar-se com a guia per conèixer tot el que envoltava a la gastronomia d'aquell temps, incloent-hi el servei a taula, el protocol i les normes morals aplicades a la taula.

### Dotzè del Crestià
El Dotzè fou escrit entre 1385 i 1392 i tingué molt de succés. El 1484 Lambert Palmart n'imprimí els quatre primers tractats i el 1499 Cristòfol Coffman n'imprimí el tercer (Regiment de la cosa pública). És un tractat de nou-cents set capítols, distribuïts en vuit parts en què s'estudien els principis fonamentals del govern de les ciutats i de les comunitats. Es tracta sobre el bon govern de les ciutats i dels estats i és adreçat a prínceps, consellers i jurats dels governs municipals.